# 스위치 킬러
《스위치 킬러》(영어: Switchback)는 미국에서 제작된 젭 스튜어트 감독의 1997년 범죄 영화이다. 데니스 퀘이드, 대니 글러버 등이 출연하였고, 게일 앤 허드 등이 제작에 참여하였다. 방영명은 스위치백이다.

## 줄거리
연쇄살인범에게 딸이 납치되자 연방수사국(FBI) 요원 프랭크는 범인을 쫓아 텍사스주 애머릴로로 향한다.

## 출연
- 데니스 퀘이드 - FBI 특수 요원 프랭크 러크로스 역
- 대니 글러버 - 밥 구돌 역
- 재러드 레토 - 의사 레인 딕슨, 의무박사 역
- R. 리 어미 - 보안관 벅 옴스테드 역
- 윌리엄 픽트너 - 잭 맥기니스 역
- 테드 러바인 - 보안관보 네이트 브레이든 역
- 월턴 고긴스 - 버드 역
- 매기 로즈웰 - 페이 역
- 앨리슨 스미스 - 베키 역
- 리오 버미스터 - 클라이드 "쇼티" 캘러핸 역

## 기타 제작진
- 배역: 팸 딕슨
- 미술: 제프리 하워드
- 의상: 베치 하이먼
- 음악 감독: 랠프 샐